# Lars Berglund
Lars Berglund (* 13. Mai 1944) ist ein ehemaliger schwedischer Fußballspieler.

## Karriere
Berglund gehörte von 1964 bis 1970 dem schwedischen Erstligisten IFK Norrköping als Mittelfeldspieler an. Während seiner Vereinszugehörigkeit schnitt er mit seiner Mannschaft mit dem zweiten Platz am Ende der Spielzeit 1966 am besten ab. Sein größter sportlicher Erfolg war der Gewinn des Svenska Cupen; im Råsundastadion wurde der AIK Solna vor 7.832 Zuschauern mit 1:0 bezwungen. Mit diesem Titel nahm er mit seiner Mannschaft am Wettbewerb um den Europapokal der Pokalsieger teil. In diesem bestritt er das mit 5:1 gewonnene Erstrundenhinspiel gegen den maltesischen Vertreter Sliema Wanderers und die beiden Zweitrundenspiele gegen den deutschen Vertreter FC Schalke 04. Ein Jahr zuvor im nationalen Pokalfinale dem Malmö FF mit 0:2 in Norrköping unterlegen – und weil dieser als Schwedischer Meister im Wettbewerb um den Europapokal der Landesmeister teilnahm – bestritt er zuvor sowohl die beiden Erstrundenspiele gegen den nordirischen Vertreter Crusaders FC, als auch die beiden Zweitrundenspiele gegen Lyn Oslo. Des Weiteren kam er in zwei aufeinander folgenden Jahren im Wettbewerb um den International Football Cup, auch als Rappan-Pokal bekannt, zum Einsatz. In der 5. Ausspielung 1965/66 bestritt er alle sechs Spiele der Gruppe A3 und alle sechs weiteren Spiele einschließlich dem Finale. Wurde das Hinspiel am 10. Mai 1966 noch mit 1:0 über den 1. FC Lokomotive Leipzig gewonnen, so wurde das Rückspiel am 30. Mai 1966 in Leipzig mit 0:4 verloren. Im Jahr darauf noch als Sieger der Gruppe B6 hervorgegangen, schied er mit seinem Verein im Viertelfinale gegen Eintracht Frankfurt aus dem letztmals ausgetragenen Wettbewerb aus. Im Wettbewerb um den Intertoto-Cup – dem Nachfolgewettbewerb – kam er in Gruppe B5, 1967 zum Einsatz, wie auch in Gruppe B1, 1970.

## Erfolge
- IFC-Finalist 1966
- Schwedischer Pokal-Sieger 1969